# أهل الحل والربط

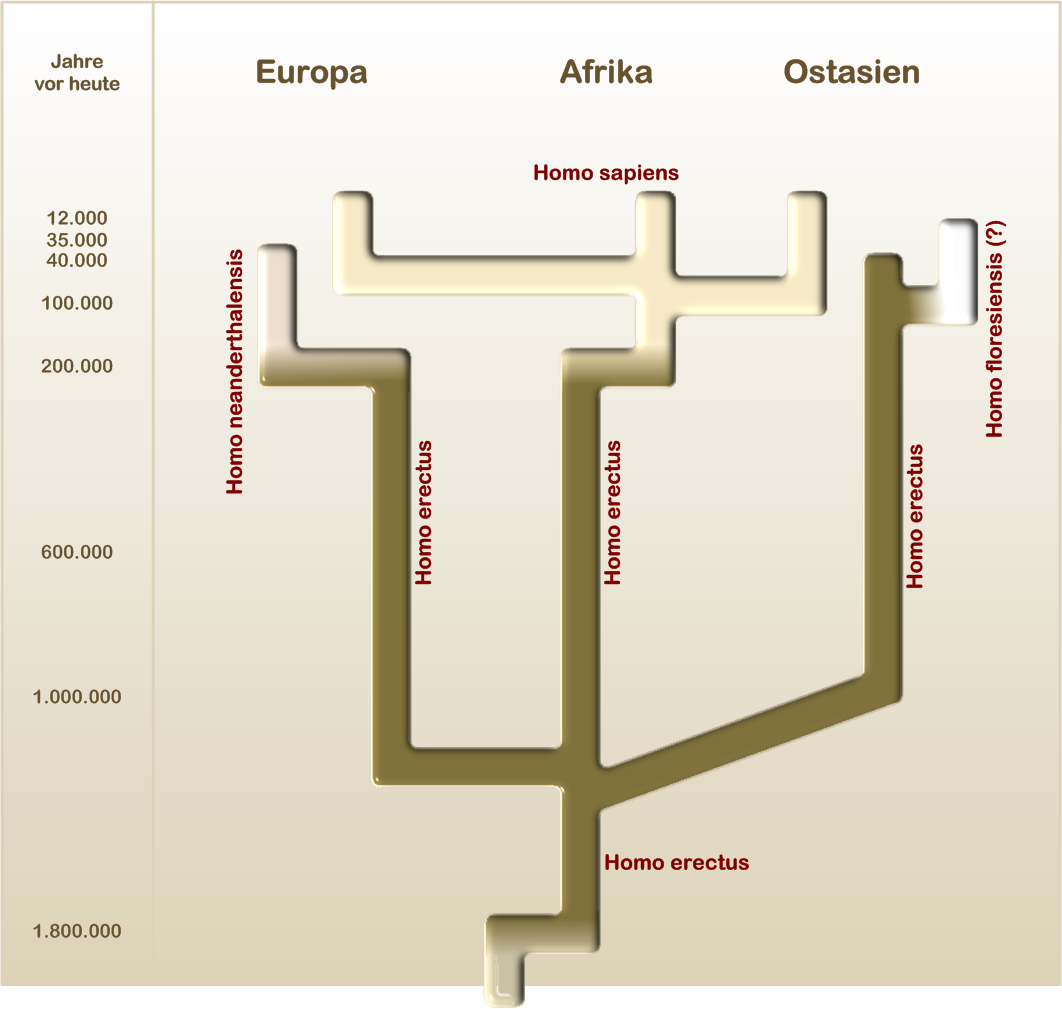
تطور الإنسان - النسخة المجمعة

إن أنصار الحل والربط فصائل متعارضة في أي تخصص أكاديمي يتعين عليه وضع الأمثلة الفردية في فئات محددة بدقة. تحدث مشكلة الحل والربط (التجميع والتقسيم) عندما تكون هناك رغبة في إنشاء تصنيفات وتخصيص أمثلة لها، على سبيل المثال، مدارس الأدب والتصنيفات البيولوجية، وما إلى ذلك. "الرابط" هو من يعطي الأمثلة على نطاق واسع، معتبراً أن الاختلافات ليست بنفس أهمية أوجه التشابه في التوقيعات. يقوم "الحلال" بوضع تعريفات دقيقة، وإنشاء فئات جديدة لتصنيف العينات التي تختلف في جوانب رئيسية.